# Culture-Clash-Komödie
Als Culture-Clash-Komödie (auch Clash-of-Culture-Komödie; Scheinanglizismus von englisch culture clash ‚Zusammenprall von Kulturen‘, englisch: fish out of water comedy film) bezeichnet die Filmkritik ein Genre der Filmkomödie, dessen Komik vom Zusammenprall unterschiedlicher Kulturen lebt. Im Bereich der Comedy, die Kiezdeutsch oder Migrantendeutsch verwendet, wird von Culture-Clash-Comedy oder Ethno-Comedy gesprochen.

## Merkmale
Culture-Clash-Komödien nutzen Differenzen des alltäglichen Lebens (Sitten und Gebräuche). Dabei geht es häufig um klischeehafte Eigenarten von Angehörigen verschiedener Nationalitäten (Urlauber, Migranten), aber auch schichtspezifische Unterschiede. Häufiges Thema sind interkulturelle Liebesbeziehungen, die nur schwer mit Familie und sozialem Umfeld vereinbar sind, dargestellt in übertriebener Unflexibilität zumindest eines Teils der Protagonisten (Eltern etc.) bei der interkulturellen Kommunikation. Aus diesen Differenzen nutzt die Culture-Clash-Komödie Momente der Situationskomik. Vereinzelt dreht sich das Genre auch um regionale Differenzen, etwa zwischen Ost- und Westdeutschland oder Nord- und Süddeutschland.

## Begriff
Der Begriff „Culture-Clash-Komödie“ ist ein Scheinanglizismus. Im Englischen ist der Begriff fish out of water comedy film als übergeordneter Begriff gebräuchlich für Komödien, deren Komik sich daraus entwickelt, dass im Allgemeinen die Hauptperson aus ihrem gewohnten Umfeld genommen wird. Allgemeiner ist der Begriff fish-out-of-water auch in der deutschen Filmwissenschaft gebräuchlich.